# Тадзима, Ясуко
Я́суко Тадзима (яп. 田島 寧子 Тадзима Ясуко, род. 8 мая 1981, Канагава, Канто, Япония) — японская пловчиха, специализировавшаяся в комплексном плавании.
В финале Олимпиады 2000 года боролась за золото на стометровке с Яной Клочковой, но выиграла серебряную медаль. Чемпионка Азиатских игр.